# Agyrtidia olivensis
Agyrtidia olivensis är en fjärilsart som beskrevs av Filho och Do Rego Barros 1970. Agyrtidia olivensis ingår i släktet Agyrtidia och familjen björnspinnare. Inga underarter finns listade i Catalogue of Life.